# Укинское сельское поселение
Укинское сельское поселение — муниципальное образование в Уватском районе Тюменской области. 
Административный центр — деревня Уки.

## Состав поселения
В состав сельского поселения входит: 
- деревня Уки